# Iglesia de Señor de Burgos de Chachapoyas
La Iglesia de Señor de Burgos de Chachapoyas es una edificación en la ciudad homónima. Es una iglesia de adobe del siglo XVII situada en la plaza de la Independencia en el barrio de La Laguna de Chachapoyas, capital de la región Amazonas, Perú. Señor de Burgos es una figura local a la que se atribuyen una serie de milagros. Durante su historia, ha sufrido varios terremotos, sobre todo en 1929, 1970 y 2005, que causaron cambios en la estructura y la apariencia del edificio.

## Impacto del terremoto de 2005
Cuando el norte de Perú fue golpeado por un terremoto de 7,5 en la escala de Richter en la tarde del 25 de septiembre de 2005, la cuarta parte de Chachapoyas se encontraba bastante cerca del epicentro. El terremoto dañó severamente la iglesia, lo que obligó a cerrar al culto por primera vez en su historia. Todas las imágenes, incluyendo la de la del Señor de Burgos se retiraron a la casa de Doña Hilda Rodríguez Eguren, y el equipo y los bancos también se albergaron en un edificio cercano. 

## Galería

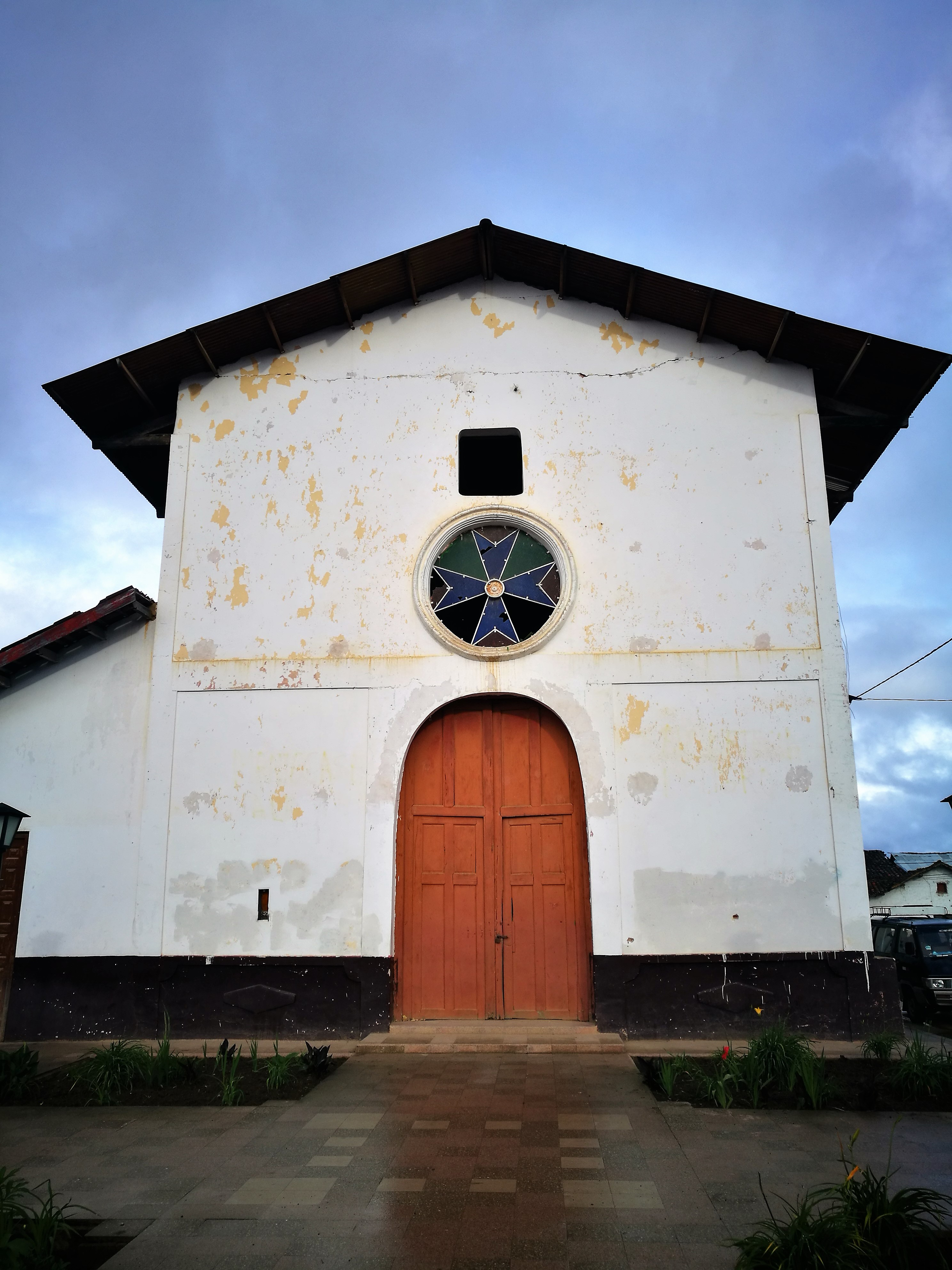
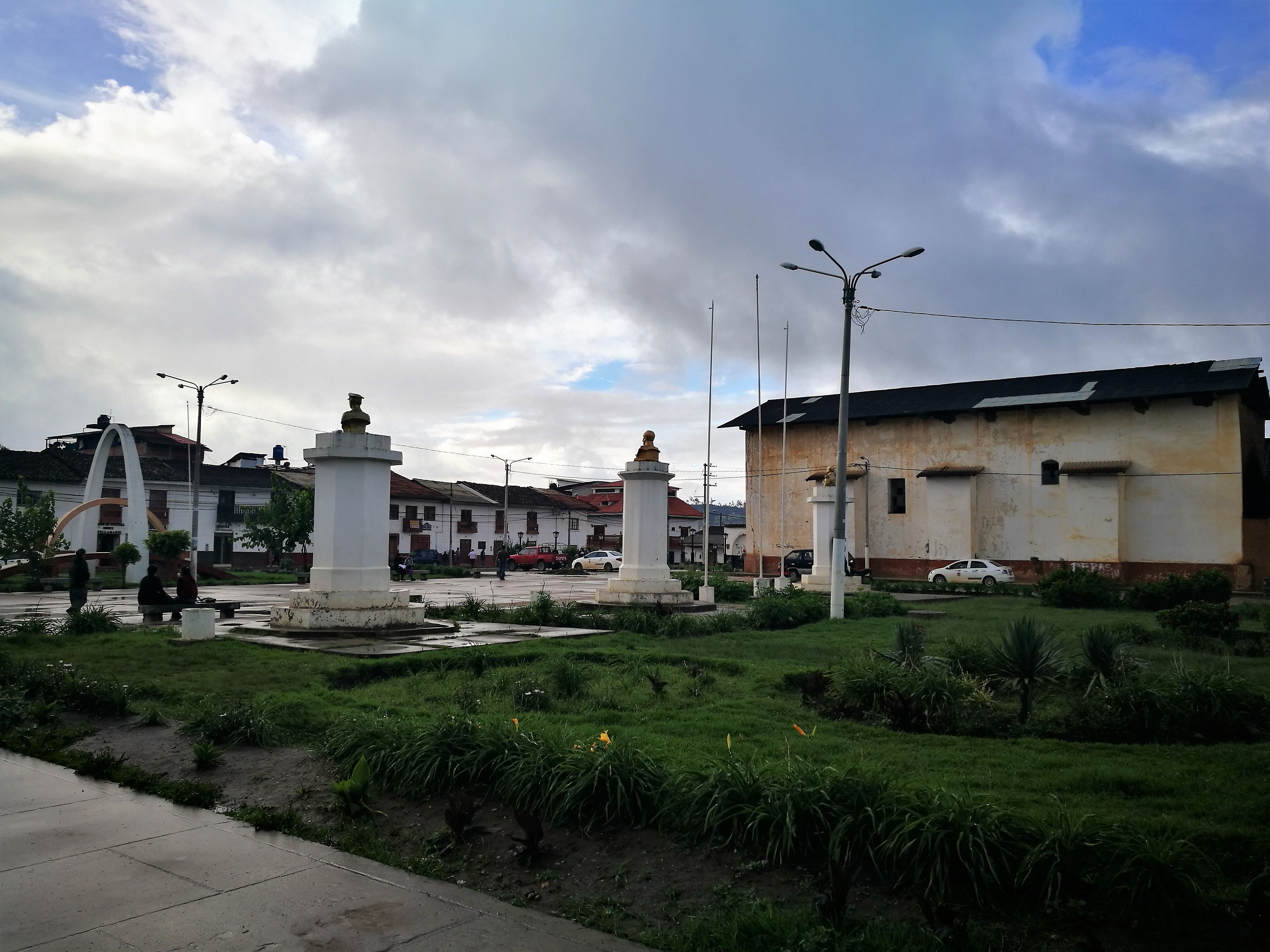
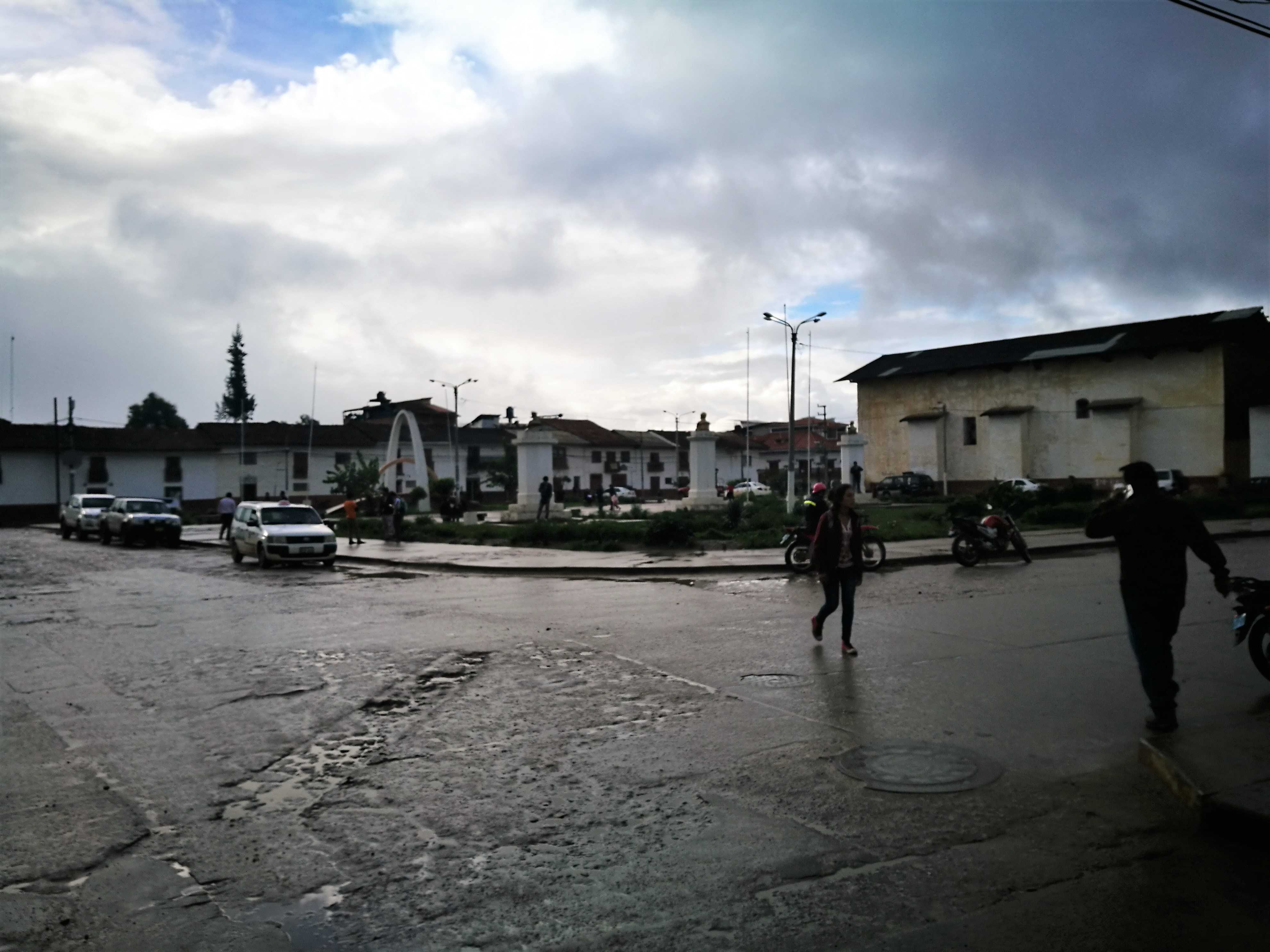